# جوناثان أوغدن
جوناثان أوغدن (بالإنجليزية: Jonathan Ogden)‏ (و. 1974  م) هو منافس ألعاب قوى، ولاعب كرة قدم أمريكية، من الولايات المتحدة، ولد في واشنطن العاصمة، يلعب كمهاجم اصطدامي ‏.

## التعليم
تعلم في مدرسة القديس ألبانز ‏.

## جوائز
حصل على جوائز منها:
- قاعة مشاهير محترفي كرة القدم.

## روابط خارجية
- جوناثان أوغدن على موقع الاتحاد الدولي لألعاب القوى (الإنجليزية)
- جوناثان أوغدن على موقع مرجع كرة القدم المحترفة.كوم (الإنجليزية)